# Paraippocampo
Il paraippocampo, o giro paraippocampale, o giro ippocampale, o circonvoluzione ippocampica, è una regione di materia grigia corticale nel telencefalo, che circonda l'ippocampo, parte del sistema limbico. La regione prende un ruolo importante nella codificazione delle memorie e il loro recupero. È stato riportato il coinvolgimento di quest'area in alcuni casi di sclerosi ippocampale, e dimostrata l'assimmetria nei due lobi in casi di schizofrenia.

## Struttura
Rappresenta la porzione di corteccia telencefalica che segue l'istmo del giro del cingolo. La corteccia si porta in tale sede a continuare l'istmo delimitata dal solco paraippocampale (che la separa dalla porzione mediale) e dal solco collaterale che la separa dal lobo temporale. Tale corteccia dunque risulta costituita da tre segmenti contigui che in senso postero-anteriore si differenziano in corteccia entorinale (area 28 di Brodmann), corteccia delle aree 27 e Area 35 di Brodmann ed infine l'uncus che ne costituisce anche la terminazione ventrale nei pressi della porzione mediale del lobo temporale.
Il termine corteccia paraippocampale è usato per riferirsi ad un'area che comprende sia il giro posteriore paraippocampale, che la porzione mediale del giro fusiforme.

## Funzione

### Riconoscimento scenico
L'area paraippocampale dei luoghi (PPA in inglese) è una sub-regione della corteccia paraippocampale che si trova medialmente nella corteccia occipito-frontale. La PPA gioca un ruolo importante nella codifica e il reperimento delle memorie e delle scene ambientali (piuttosto che di volti). Studi in fMRI indicano che questa regione del cervello diviene particolarmente attiva quando vengono presentati a soggetti umani scene di paesaggi, scene cittadine, o camere (immagini di "posti"). Inoltre, secondo il lavoro di Pierre Mégevand et al. nel 2014, la stimolazione della regione tramite elettrodi intracranici conduce a intense allucinazioni visive di luoghi e situazioni. La regione è stata descritta inizialmente da Russell Epstein e Nancy Kanwisher nel 1998 al MIT, e successivamente da Geoffrey Aguirre and Alumit Ishai.
Danni alla PPA, ad esempio dovuti ad infarto, portano spesso a una sindrome nella quale il paziente non può visualmente riconoscere delle scene, anche se conserva la capacità riconoscere oggetti individuati nelle stesse (persone, mobili, etc.). La PPA è spesso considerata il complemento dell'area fusiforme dei volti (FFA), una vicina regione corticale che risponde fortemente ogni volta che sono processati dei volti, e perciò si crede importante nel meccanismo di riconoscimento.

### Contesto sociale
Altre ricerche hanno suggerito che il giro ippocampale destro in particolare ha delle funzioni che vanno oltre la contestualizzazione delle scene di background visuale. Test del gruppo californiano guidato dalla Dottoressa Katherine P. Rankin indicano che il lobo potrebbe giocare un ruolo altrettanto cruciale nell'identificazione del contesto sociale, includendo l'interpretazione di elementi paralinguistici della comunicazione verbale. Ad esempio la ricerca della dotoressa Rankin suggerisce che il giro ippocampale destro è la zona del cervello grazie alla quale le persone riescono a capire il sarcasmo ma non c'è molto accordo fra la comunità scientifica anche per mancanza di prove e teorie contrapposte di altri specialisti. 

## Altre immagini

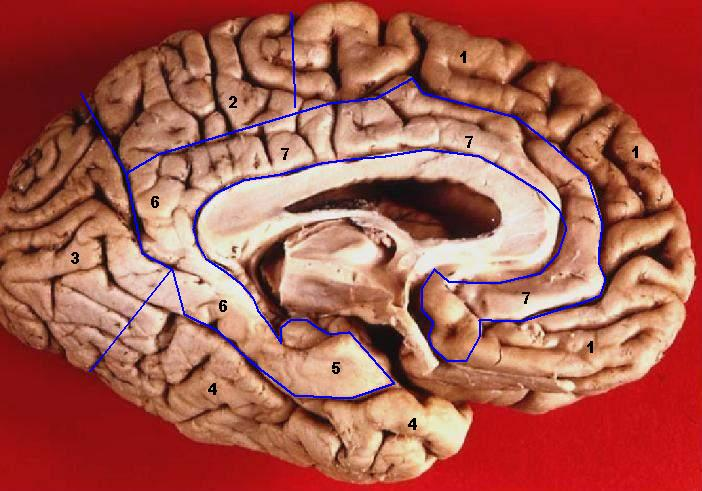
Visione infero-mediale di encefalo umano. Giro ippocampale con il numero 5.
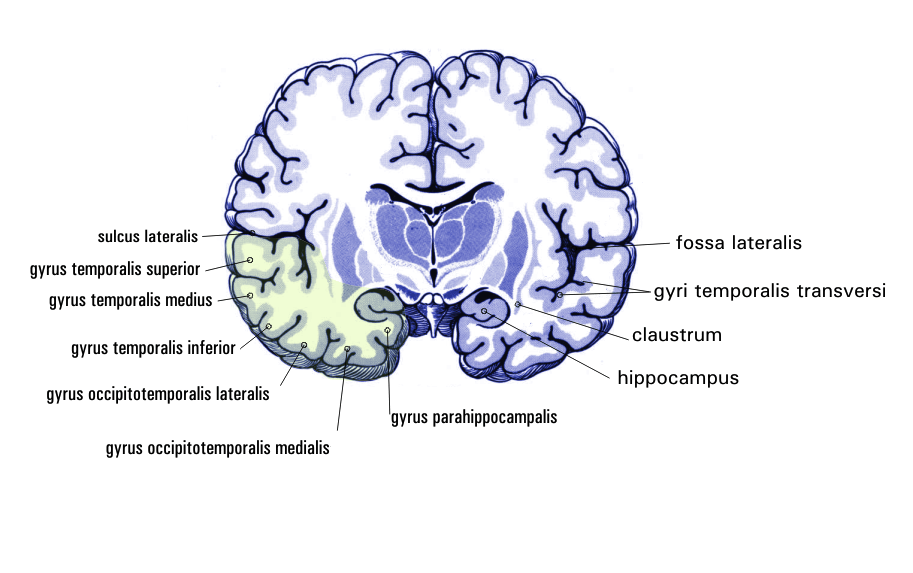
Sezione coronale. Il giro ippocampale è evidenziato in basso a sinistra.
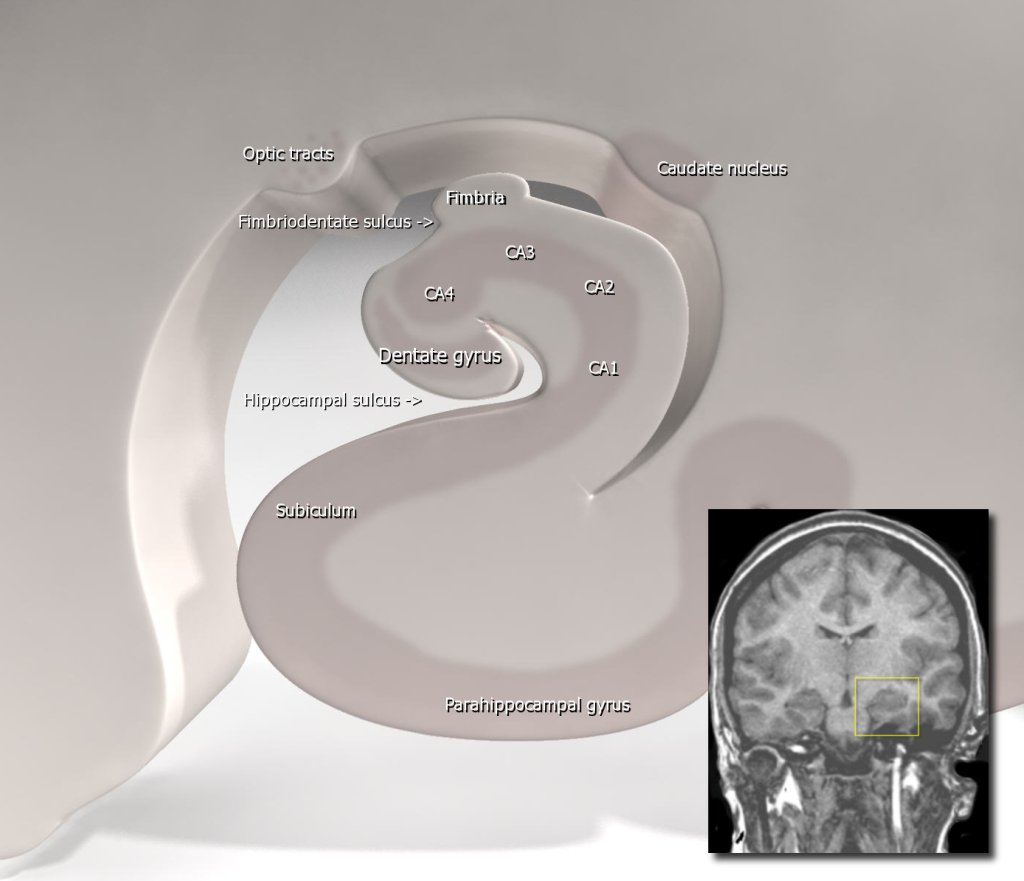
Sezione coronale dell'ippocampo. Il giro ippocampale è evidenziato in basso.
Visione basale dell'encefalo umano.
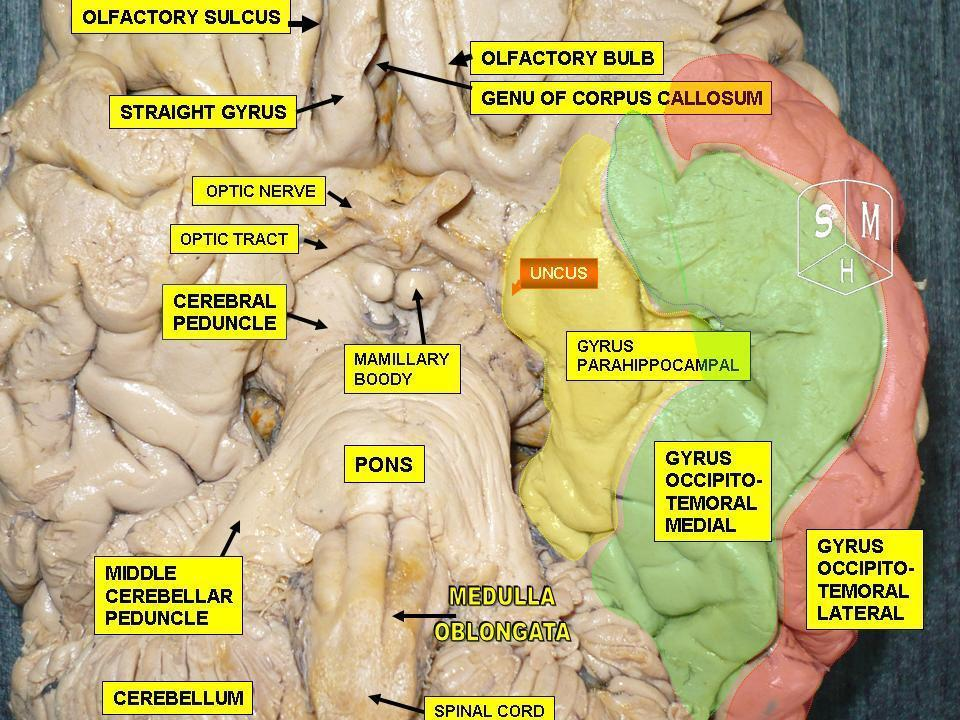
Visione basale dell'encefalo umano. Giro ippocampale in giallo.
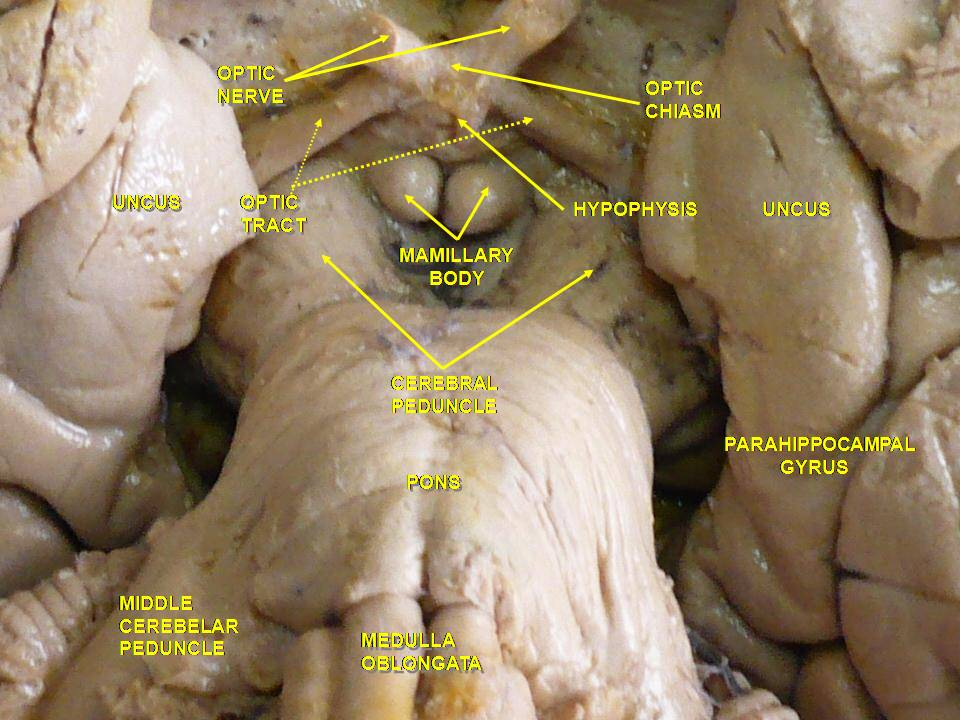
Giro ippocampale.